# Psittaculirostris edwardsii

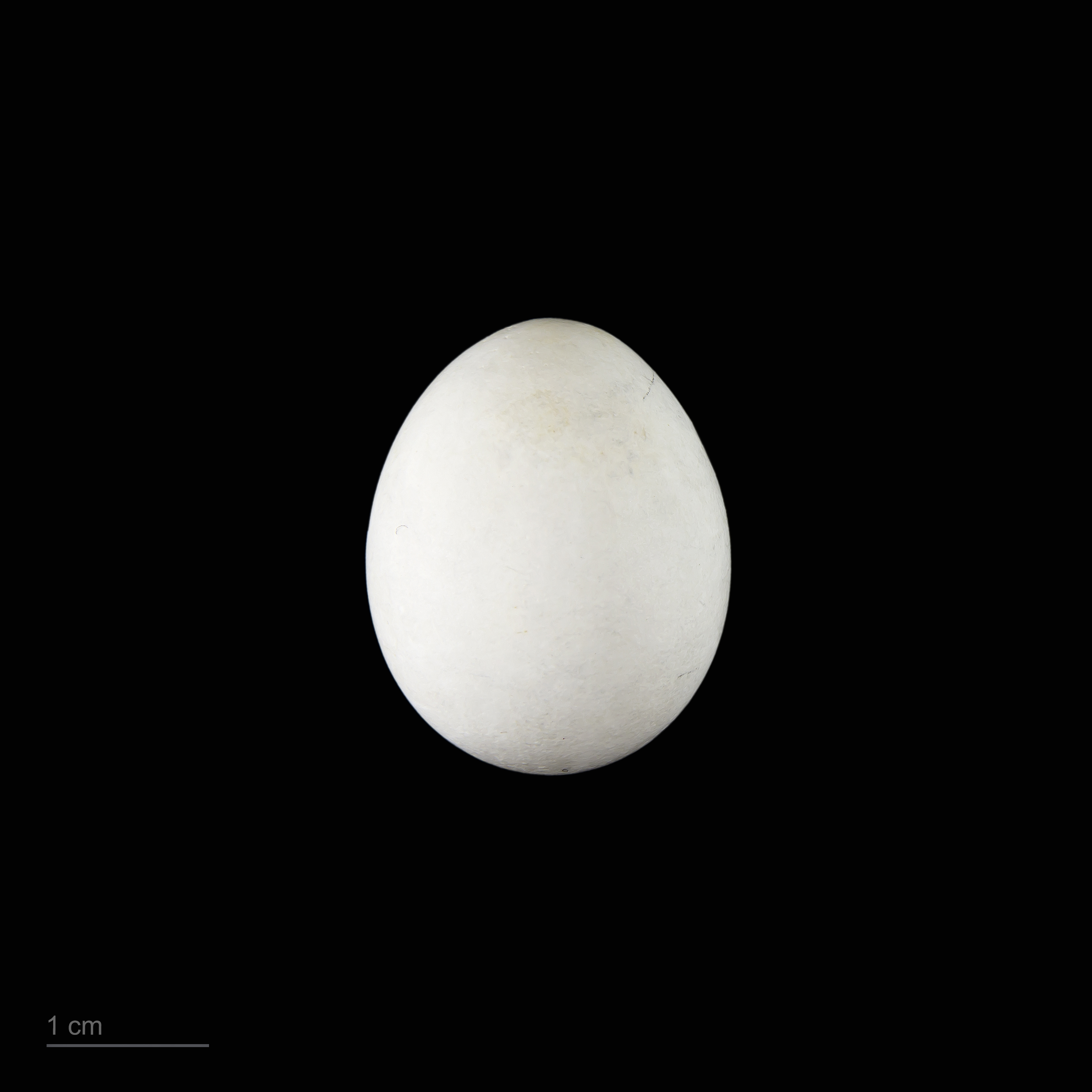
Psittaculirostris edwardsii

Il pappagallo dei fichi di Edwards (Psittaculirostris edwardsii (Oustalet, 1885)) è un uccello della famiglia degli Psittaculidi.